# Jasnohoriwka
Jasnohoriwka (ukr. Ясногорівка) – wieś na Ukrainie, w obwodzie donieckim, w rejonie pokrowskim, w hromadzie Oczeretyne. W 2001 liczyła 526 mieszkańców, spośród których 63 wskazało jako ojczysty język ukraiński, 423 rosyjski, 3 mołdawski, 3 ormiański, 1 inny, a 33 osoby się nie zadeklarowały.
Do 2024 roku miejscowość nosiła nazwę Krasnohoriwka (ukr. Красногорівка).